# Milt Williams
Milton "Milt" Williams (Seattle, Washington; 22 de noviembre de 1945) es un exjugador de baloncesto estadounidense que disputó tres temporadas en la NBA, además de jugar en la ABA y la EPBL. Con 1,88 metros de estatura, jugaba en la posición de base.

## Trayectoria deportiva

### Universidad
Su carrera universitaria transcurrió en la Lincoln University of Missouri, de la División II de la NCAA, siendo el único jugador de dicha institución en llegar a jugar en la NBA.

### Profesional
Fue elegido en el puesto 202 del Draft de la NBA de 1968 por New York Knicks, pero jugó en los Allentown Jets de la EPBL hasta que en mayo de 1970 fichó definitivamente por el equipo neoyorquino. Pero únicamente disputó cinco partidos hasta ser despedido, siendo reclamado pocos días después por Atlanta Hawks, donde tampoco tendría demasiada suerte, ya que únicamente disputó 10 partidos, en los que promedió 6,7 puntos y 2,0 asistencias.
Regresó posteriormente a los Jets, para volver a la NBA en 1973 para fichar como agente libre por los Seattle SuperSonics, donde disputó una temporada completa pero siendo uno de los últimos hombres del banquillo, promediando 3,1 puntos y 1,9 asistencias. Tras un breve paso por los Spirits of St. Louis de la ABA, se retiraría en los Wilkes-Barre Barons de la EPBL.

## Estadísticas de su carrera en la NBA y la ABA

### Temporada regular
| Temporada | Edad | Equipo               | Liga  | P  | TIT | MIN  | TC  | TCA | %TC   | 3P  | 3PA | %3P | TL  | TLA | %TL  | R.OF. | R.DEF. | REB | ASIS | ROB | TAP | PER | FP  | PTS |
| 1970-71   | 25   | New York Knicks      | NBA   | 5  |     | 2.6  | 0.2 | 0.2 | 1.000 |     |     |     | 0.4 | 0.6 | .667 |       |        | 0.0 | 0.4  |     |     |     | 0.6 | 0.8 |
| 1971-72   | 26   | Atlanta Hawks        | NBA   | 10 |     | 12.7 | 2.3 | 5.3 | .434  |     |     |     | 2.1 | 2.9 | .724 |       |        | 0.4 | 2.0  |     |     |     | 1.8 | 6.7 |
| 1973-74   | 28   | Seattle SuperSonics  | NBA   | 53 |     | 9.5  | 1.2 | 2.8 | .416  |     |     |     | 0.8 | 1.2 | .651 | 0.4   | 0.5    | 0.9 | 1.9  | 0.5 | 0.0 |     | 1.5 | 3.1 |
| 1974-75   | 29   | Spirits of St. Louis | ABA   | 4  |     | 23.8 | 2.8 | 4.8 | .579  | 0.0 | 0.0 |     | 0.0 | 0.0 |      | 1.0   | 2.3    | 3.3 | 3.0  | 2.5 | 0.0 | 2.5 | 2.5 | 5.5 |
| Total     |      |                      | TOTAL | 72 |     | 10.3 | 1.3 | 3.1 | .437  | 0.0 | 0.0 |     | 0.9 | 1.3 | .674 | 0.4   | 0.6    | 0.9 | 1.9  | 0.6 | 0.0 | 2.5 | 1.6 | 3.6 |
|           |      |                      | NBA   | 68 |     | 9.5  | 1.3 | 3.0 | .424  |     |     |     | 0.9 | 1.4 | .674 | 0.4   | 0.5    | 0.8 | 1.8  | 0.5 | 0.0 |     | 1.5 | 3.5 |
|           |      |                      | ABA   | 4  |     | 23.8 | 2.8 | 4.8 | .579  | 0.0 | 0.0 |     | 0.0 | 0.0 |      | 1.0   | 2.3    | 3.3 | 3.0  | 2.5 | 0.0 | 2.5 | 2.5 | 5.5 |